# NGC 2868
NGC 2868 é uma galáxia elíptica (E-S0) localizada na direcção da constelação de Hydra. Possui uma declinação de -10° 25' 44" e uma ascensão recta de 9 horas, 23 minutos e 27,2 segundos.
A galáxia NGC 2868 foi descoberta em 1886 por Frank Müller.